# جیمز هوران (بازیگر)
جیمز هوران (انگلیسی: James Horan؛ زادهٔ ۱۴ دسامبر ۱۹۵۴) بازیگر تلویزیون، بازیگر سینما و صدا پیشه اهل ایالات متحده آمریکا است. وی از سال ۱۹۸۱ میلادی تاکنون مشغول فعالیت بوده‌است.